# Glock 33
La Glock 33 è una pistola semiautomatica prodotta dall'austriaca Glock.
Incamerato in .357 SIG, è la versione "Subcompact" della Glock 31, ancora più piccola della già compatta Glock 32. Questo tipo di cartuccia è progettata per offrire prestazioni simili alla .357 Magnum (sparata in un revoler con canna da 2") in una pistola semiautomatica (avente canna lunga il doppio). La cartuccia .357 Magnum è fatta appositamente per revolver, in quanto è "rimmed" cioè orlato, quindi armi semiautomatiche hanno difficoltà ad operare questo tipo di munizioni (anche se sono usate in alcune armi, quale la Desert Eagle).